# 万場
万場（まんば）は、愛知県名古屋市中川区にある町名。現行行政地名は万場一丁目から万場五丁目と富田町大字万場。住居表示未実施。富田町大字万場には、15の小字が設置されている。

## 地理
万場一丁目から五丁目は名古屋市中川区の北西部に位置し、東は庄内川を挟んで中村区岩塚町、西は新川を挟んで吉津、南は長須賀、北は海部郡大治町大字砂子に接する。

## 歴史

### 町名の由来
『尾張国地名考』には本来の表記は「馬場」であり、略して「まば」と称したものとある。

### 沿革

#### 大字万場
- 1889年（明治22年）10月1日 - 海東郡万場村が合併により、同郡万須田村大字万場となる[2]。
- 1906年（明治39年）7月1日 - 合併に伴い、富田村大字万場となる[2]。
- 1944年（昭和19年）2月11日 - 町制施行に伴い、富田町大字万場となる[2]。
- 1955年（昭和30年）10月1日 - 名古屋市中川区編入に伴い、同区富田町大字万場となる[2]。
- 1983年（昭和58年）11月13日 - 中川区富田町大字松下の一部を編入する[2]。また、一部が吉津一丁目および吉津二丁目、服部一丁目に編入される[3]。
- 1989年（平成元年）10月8日 - 一部が中川区吉津三丁目に編入される[3]。
- 1994年（平成6年）8月29日 - 一部が大地となる[4]。
- 1996年（平成8年）1月13日 - 一部が万場一丁目から五丁目となる[5]。

#### 万場一丁目～万場五丁目
- 1996年（平成8年）1月13日 - 中川区富田町大字万場・富田町大字長須賀の各一部より、同区万場一丁目から五丁目が成立[5]。

## 世帯数と人口
2019年（平成31年）2月1日現在の世帯数と人口は以下の通りである。
| 丁目       | 世帯数    | 人口    |
| ---------- | --------- | ------- |
| 万場一丁目 | 499世帯   | 1,108人 |
| 万場二丁目 | 192世帯   | 431人   |
| 万場三丁目 | 424世帯   | 948人   |
| 万場四丁目 | 307世帯   | 709人   |
| 万場五丁目 | 435世帯   | 991人   |
| 計         | 1,857世帯 | 4,187人 |

### 人口の変遷
国勢調査による人口の推移
| 2000年（平成12年） | 4,037人 | [ WEB 6 ] |  |
| 2005年（平成17年） | 4,131人 | [ WEB 7 ] |  |
| 2010年（平成22年） | 4,270人 | [ WEB 8 ] |  |
| 2015年（平成27年） | 4,251人 | [ WEB 9 ] |  |

## 学区
市立小・中学校に通う場合、学校等は以下の通りとなる。また、公立高等学校に通う場合の学区は以下の通りとなる。
| 丁目・字   | 番・番地等 | 小学校               | 中学校                 | 高等学校 |
| ---------- | ---------- | -------------------- | ---------------------- | -------- |
| 万場一丁目 | 全域       | 名古屋市立万場小学校 | 名古屋市立はとり中学校 | 尾張学区 |
| 万場二丁目 | 全域       | 名古屋市立万場小学校 | 名古屋市立はとり中学校 | 尾張学区 |
| 万場三丁目 | 全域       | 名古屋市立万場小学校 | 名古屋市立はとり中学校 | 尾張学区 |
| 万場四丁目 | 全域       | 名古屋市立万場小学校 | 名古屋市立はとり中学校 | 尾張学区 |
| 万場五丁目 | 全域       | 名古屋市立万場小学校 | 名古屋市立はとり中学校 | 尾張学区 |
| 万場字流作 | 全域       | 名古屋市立万場小学校 | 名古屋市立はとり中学校 | 尾張学区 |

## 交通
- 愛知県道115号津島七宝名古屋線

## 施設

### 万場一丁目

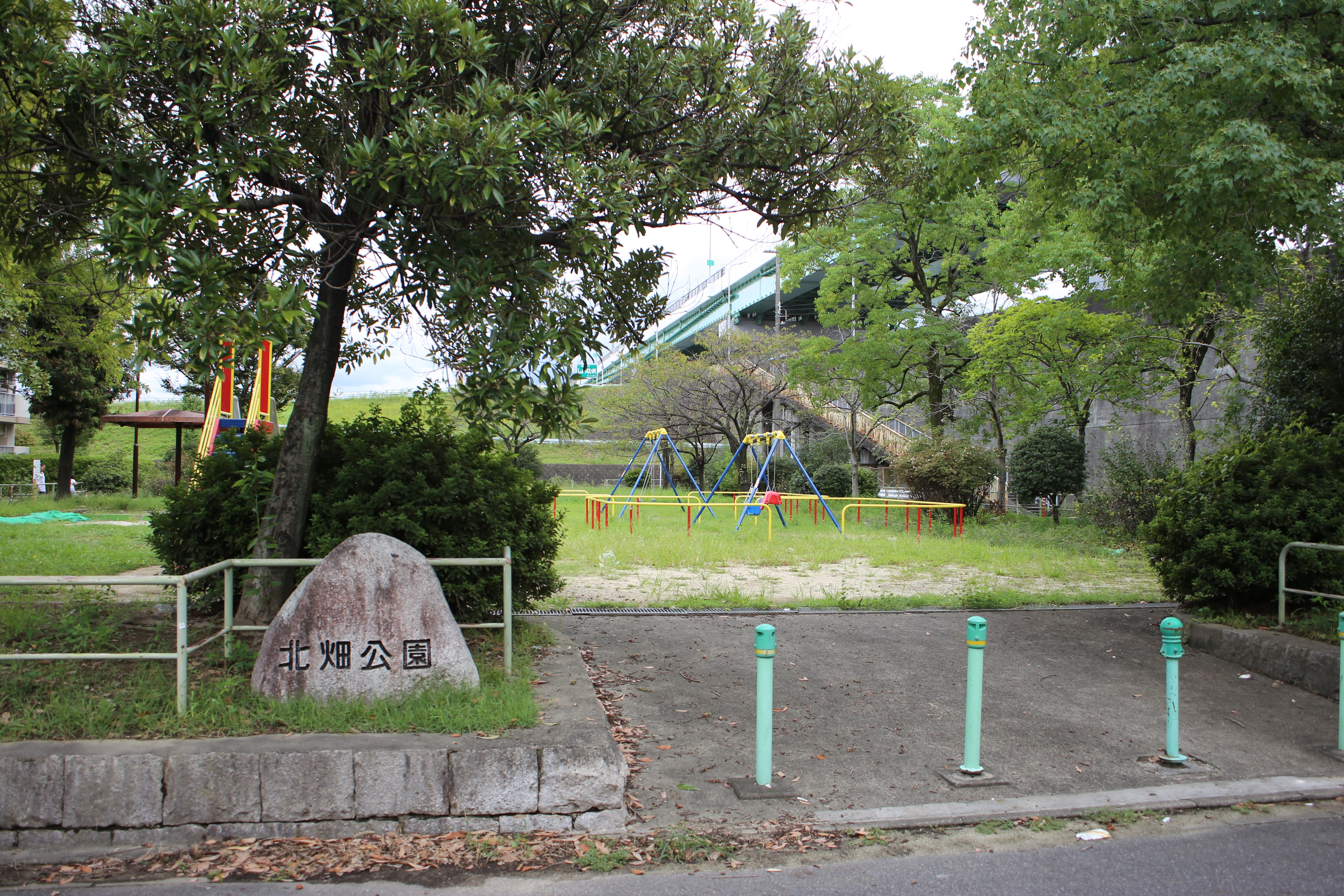
北畑公園
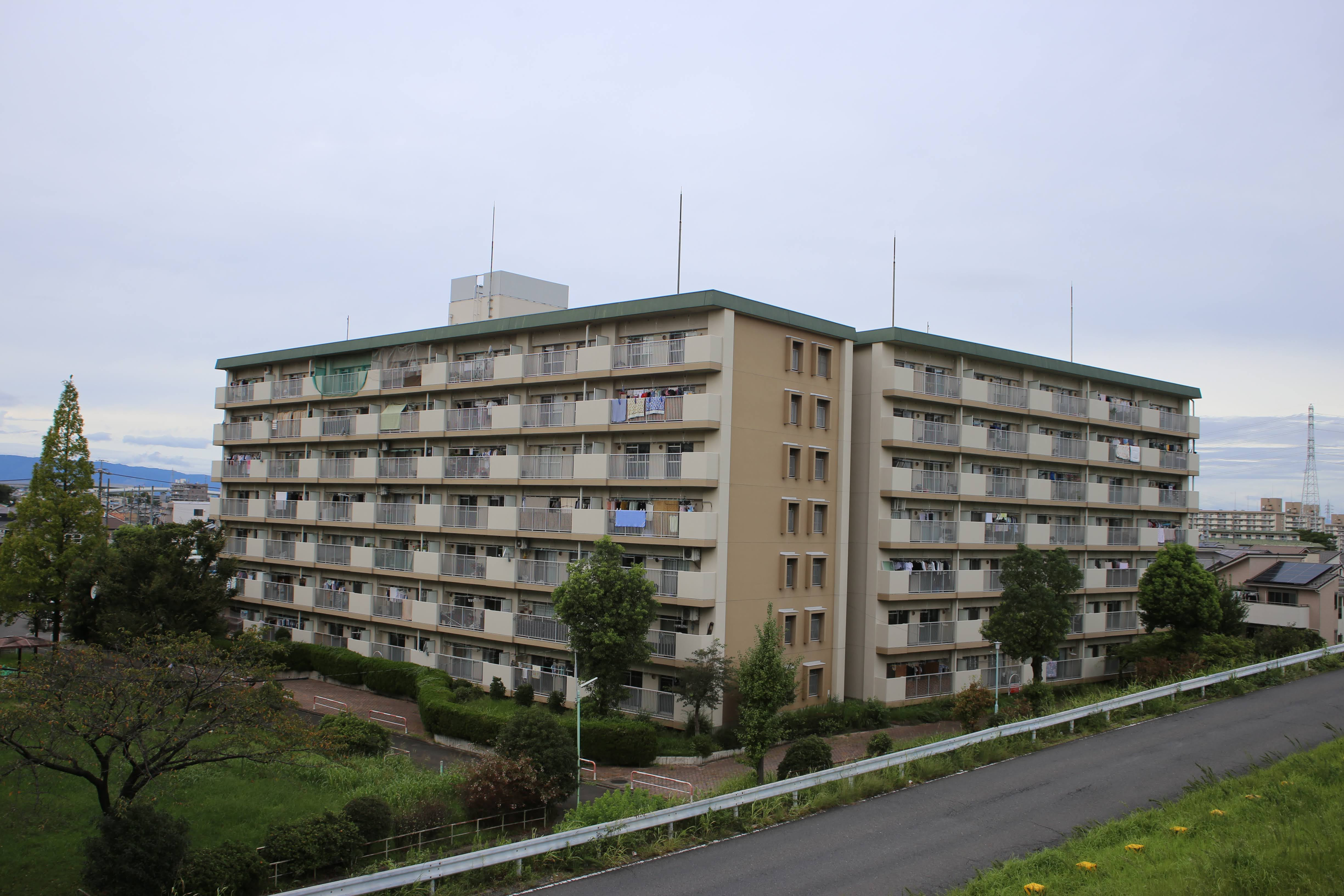
県営万場東住宅

1989年（平成元年）4月1日供用開始。
- 愛知県営万場東住宅

- 北畑公園
- 県営万場東住宅

### 万場二丁目

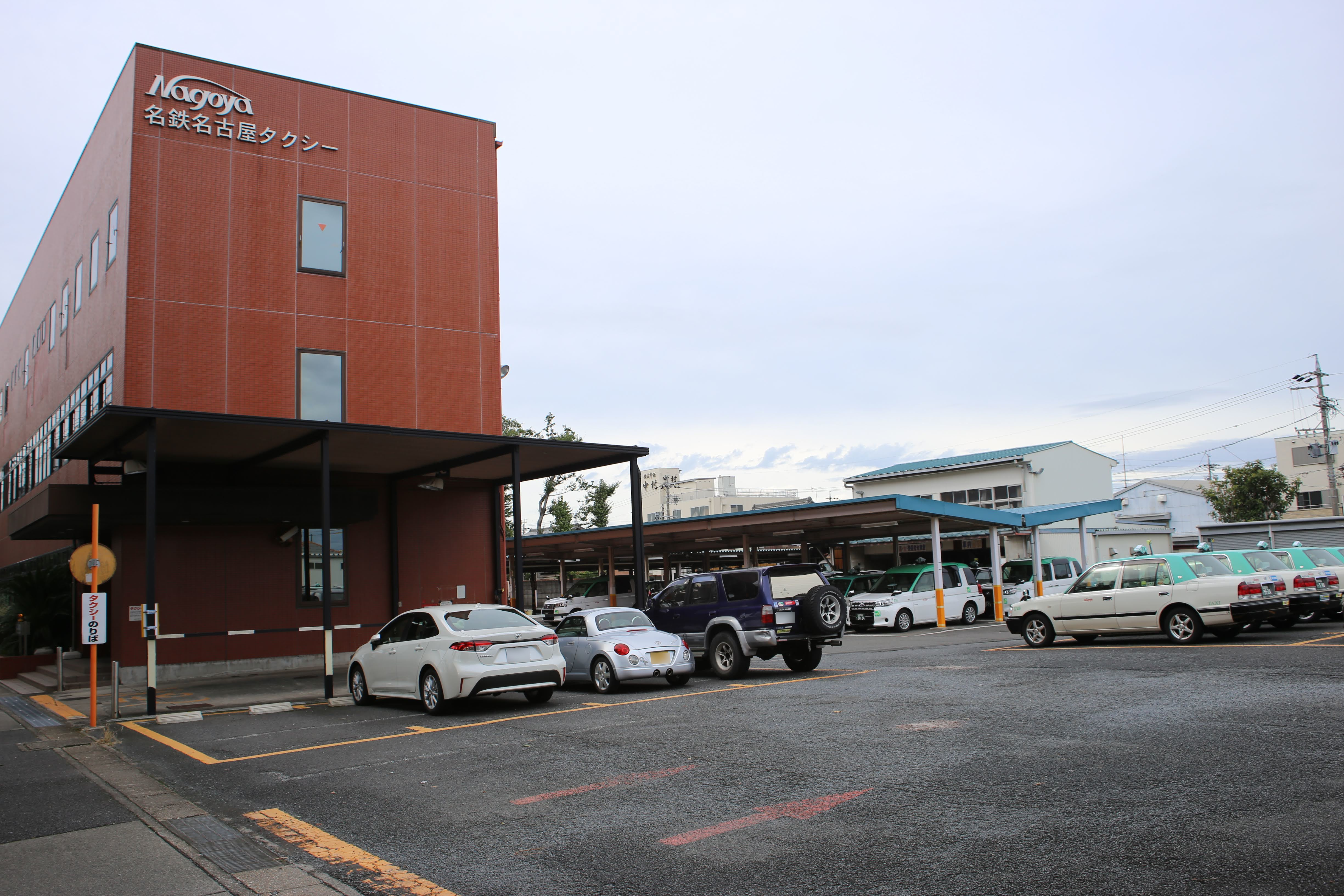
名鉄名古屋タクシー
- 天理教丸八分教会
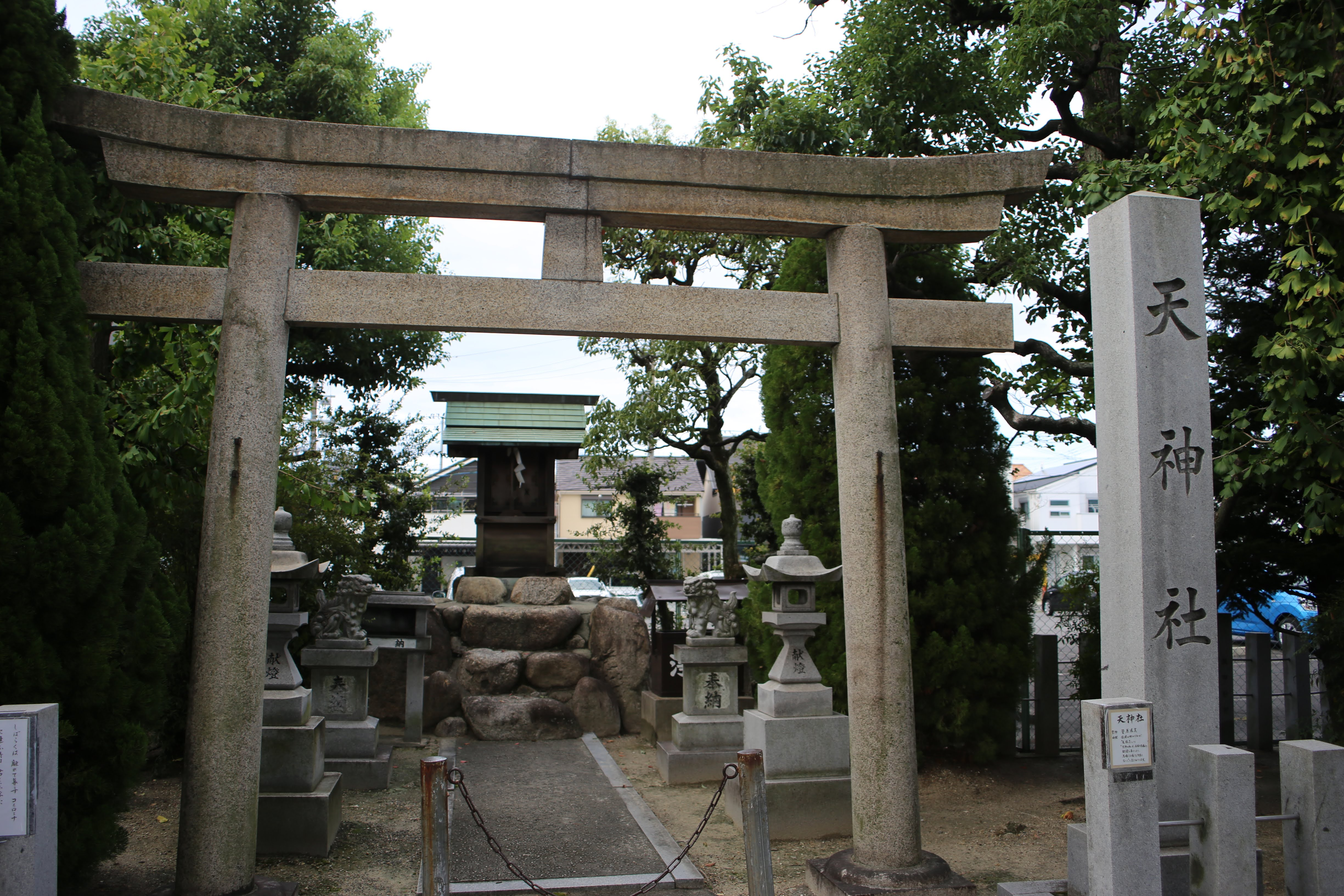
天神社
- 国玉神社
- 覚王院
- 光圓寺

- 名鉄名古屋タクシー
- 天神社

### 万場三丁目
- 郷内公園

1989年（平成元年）4月1日供用開始。
- 万場大橋緑地

### 万場四丁目
- 名古屋市立万場小学校
- 万場川東公園

1993年（平成5年）4月1日供用開始。

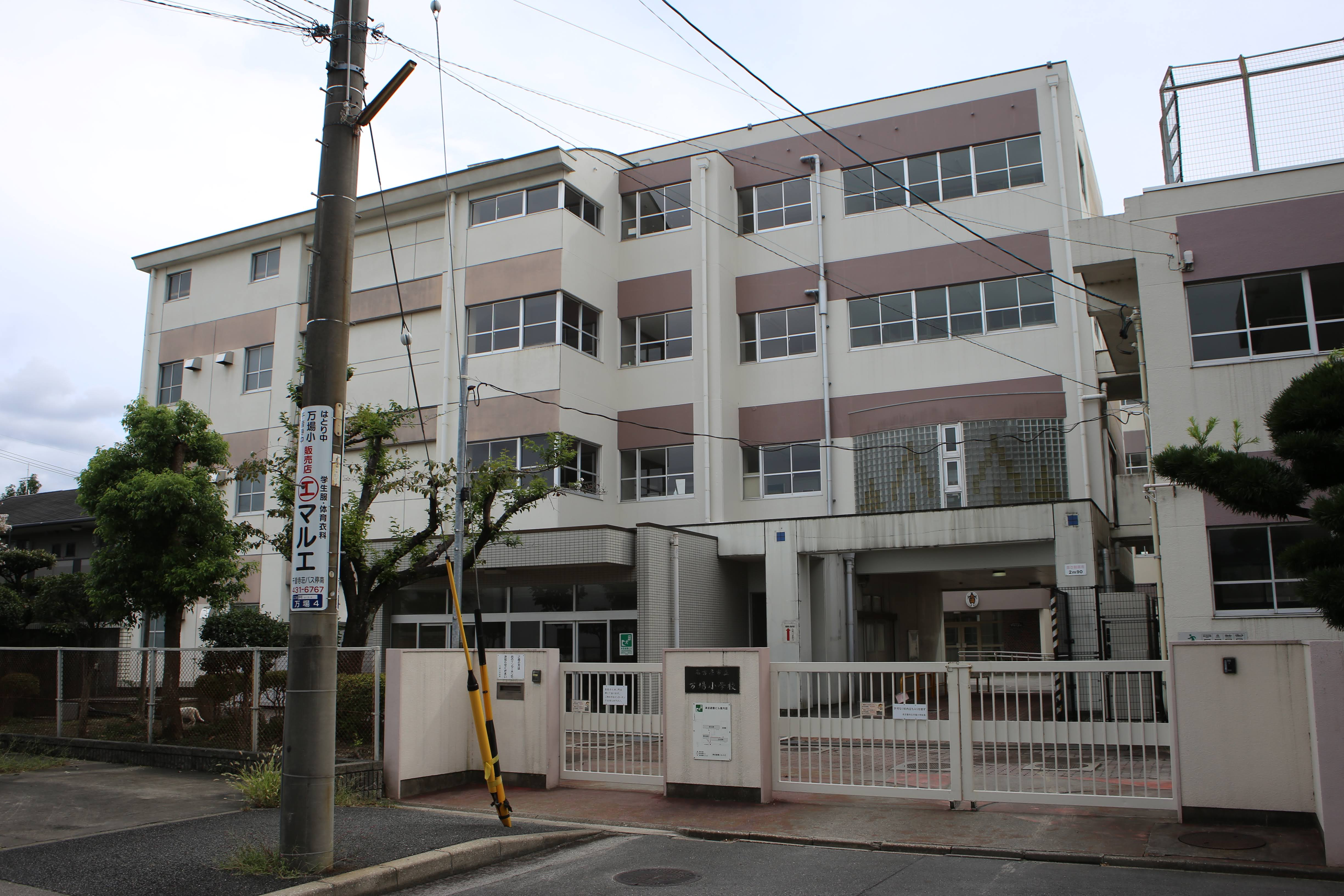
市立万場小学校

### 万場五丁目

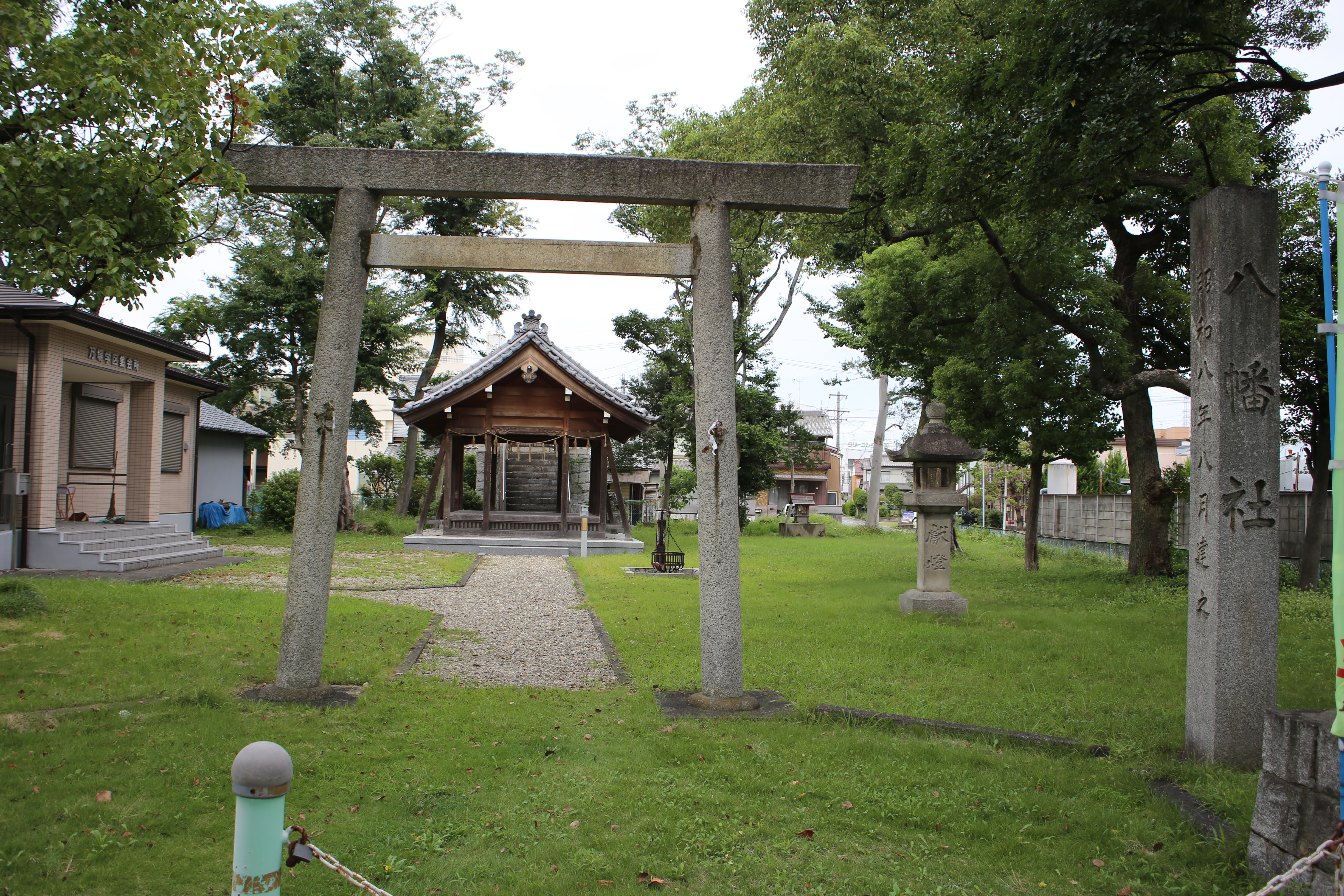
八幡社
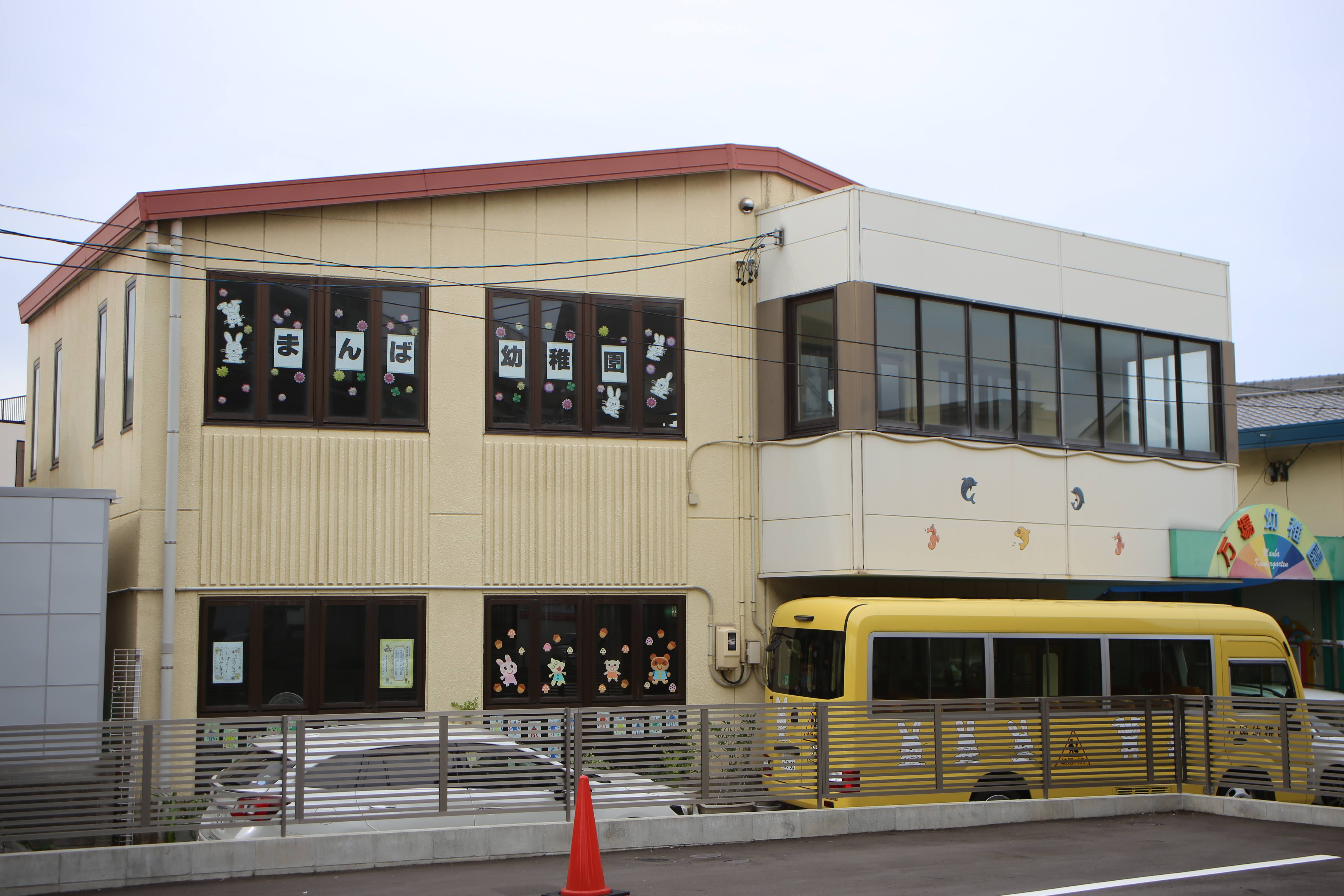
万場幼稚園
- 出口公園

1989年（平成元年）4月1日供用開始。
- 八幡社
- 万場幼稚園

### 富田町大字万場
- 秋葉社

## その他

### 日本郵便
- 集配担当する郵便局は以下の通りである[WEB 13]。

| 町丁           | 郵便番号 | 郵便局     |
| -------------- | -------- | ---------- |
| 万場           | 454-0997 | 中川郵便局 |
| 富田町大字万場 | 454-0992 | 中川郵便局 |

### WEB
1. 1 2  “町・丁目(大字)別、年齢(10歳階級)別公簿人口(全市・区別)”.   名古屋市 (2019年2月20日). 2019年2月20日閲覧。
2. 1 2  “郵便番号”.  日本郵便. 2019年2月10日閲覧。
3. 1 2  “郵便番号”.  日本郵便. 2019年2月10日閲覧。
4. ↑  “市外局番の一覧”.   総務省. 2019年1月6日閲覧。
5. ↑  “中川区の町名一覧”.   名古屋市 (2015年10月21日). 2019年2月13日閲覧。
6. ↑  総務省統計局 (2014年5月30日). “平成12年国勢調査の調査結果(e-Stat) - 男女別人口及び世帯数 －町丁・字等” (CSV). 2019年4月27日閲覧。
7. ↑  総務省統計局 (2014年6月27日). “平成17年国勢調査の調査結果(e-Stat) - 男女別人口及び世帯数 －町丁・字等” (CSV). 2019年4月27日閲覧。
8. ↑  総務省統計局 (2012年1月20日). “平成22年国勢調査の調査結果(e-Stat) - 男女別人口及び世帯数 －町丁・字等” (CSV). 2019年4月27日閲覧。
9. ↑  総務省統計局 (2017年1月27日). “平成27年国勢調査の調査結果(e-Stat) - 男女別人口及び世帯数 －町丁・字等” (CSV). 2019年4月27日閲覧。
10. ↑  “市立小・中学校の通学区域一覧”.   名古屋市 (2018年11月10日). 2019年1月14日閲覧。
11. ↑  “平成29年度以降の愛知県公立高等学校（全日制課程）入学者選抜における通学区域並びに群及びグループ分け案について”.   愛知県教育委員会 (2015年2月16日). 2019年1月14日閲覧。
12. 1 2 3 4  “都市公園の名称、位置及び区域並びに供用開始の期日” (2019年5月1日). 2019年11月3日閲覧。
13. ↑  郵便番号簿 平成29年度版 - 日本郵便. 2019年02月10日閲覧 (PDF)

### 書籍
1. ↑  名古屋市計画局 1992, p. 478.
2. 1 2 3 4 5  名古屋市計画局 1992, p. 834.
3. 1 2  名古屋市計画局 1992, p. 831.
4. ↑  『広報なごや No.560（中川区版）』名古屋市、1994年8月1日、10頁。
5. 1 2  『広報なごや No.577（中川区版）』名古屋市、1996年1月1日、14頁。